# Ley de Principios del Movimiento Nacional
La Ley de Principios del Movimiento Nacional o Ley de Principios Fundamentales del Movimiento (1958) es una de las ocho Leyes Fundamentales de la dictadura de Francisco Franco. Establecía, como su propio nombre indica, los principios en los cuales estaba basado el régimen, los ideales de patria, familia y religión, junto con el máximo respeto de las Leyes Fundamentales y al régimen franquista instaurado en aquél entonces. Fue promulgada directamente por Franco y aprobada por las Cortes mediante aclamación.

## Comunión de ideales
El Movimiento Nacional es la comunión, entendida como participación en un sentido común, de los españoles en los ideales que dieron vida a la «Cruzada». Tenía por objeto garantizar la convivencia pacífica a través de la construcción de una sociedad ordenada.
De ahí la necesidad de una organización en la que pueda sustentarse y a través de la cual pueda cumplir sus funciones. El Movimiento se concibe pues como una organización, integrada por los que dirigen el esfuerzo para llevar a cabo estos Principios en la vida española, y por los que quieren participar con su actividad personal en dicha tarea.

## Los principios
No todos los doce Principios del Movimiento tienen el mismo contenido. Unos formulan unas determinadas creencias políticas. Otros despliegan un esquema de instituciones. Y otros, por último, describen una acción concreta de gobierno. Los primeros son los principios doctrinales. Los segundos, los principios orgánicos. Los terceros, los principios programáticos.

### Principios doctrinales
- El principio I establece la unidad nacional y el deber de todos los españoles de servir a la Patria.
- El principio II declara el acatamiento de la Nación española a la Ley de Dios formulada por la Iglesia católica, cuya doctrina inseparable de la conciencia nacional, inspirará las leyes.
- El principio III señala la aspiración de España a la instauración de la justicia y la paz entre las naciones.
- El principio IV otorga al Ejército el deber de defender la unidad, la integridad y la independencia de la Patria.
- El principio V funda la comunidad nacional en el hombre y en la familia. Subordina el interés particular al bien común de la Nación, y pone a todos los españoles bajo el amparo de la Ley.
- El principio VI sostiene que las entidades naturales de la vida social (la familia, el municipio y el sindicato) son las estructuras básicas de la comunidad nacional.

### Principios orgánicos
- El principio VII instaura la Monarquía como forma política, con las notas de tradicional, católica, social y representativa.
- El principio VIII ordena la participación política a través de la familia, del municipio, del sindicato y demás entidades con representación orgánica que se reconozcan por ley.

### Principios programáticos
- El principio IX declara el derecho de los españoles a una justicia independiente, a los beneficios de la educación, a los beneficios de la seguridad social, y a una equitativa distribución de la renta nacional y las cargas fiscales.
- El principio X reconoce el derecho al trabajo y a la propiedad privada. La iniciativa privada, fundamento de la actividad económica, deberá ser estimulada, encauzada y, en su caso, suplida por la acción del Estado.
- El principio XI declara que la empresa constituye una comunidad de intereses y una unidad de propósitos.
- El principio XII declara que el Estado procurará perfeccionar la salud física y moral de los españoles y asegurarles unas condiciones dignas de trabajo, e impulsar el progreso económico de la Nación.

## La participación en el Movimiento nacional
Vemos claramente cómo estos principios proponen unas creencias que sirven de punto de partida, unas instituciones y un programa de gobierno, y que todo ello en plenitud, constituye el ideal a alcanzar. Por tanto, la actividad política consiste en cumplir ese ideal.

## Las asociaciones
Hay cinco clases de asociaciones:
- Asociaciones familiares
- Asociaciones juveniles
- Asociaciones profesionales
- Asociaciones culturales
- Asociaciones políticas

## La organización del Movimiento
Constituida por los órganos a través de los cuales actúa, son los siguientes:
- Jefatura Nacional
- Consejo Nacional
- Secretaría General
- Consejos provinciales y locales